# Marc Berset
Pour les articles homonymes, voir Berset.
Marc Berset, né le 11 juin 1943 à La Tour-de-Trême et mort le 27 février 2016 à Corcelles-près-Concise, est un footballeur international suisse.

## Biographie
Né le 11 juin 1943 à La Tour-de-Trême, Marc Berset grandit dans son village natal, où il découvre le football à douze ans au FC La Tour-de-Trême, avant de rejoindre le club voisin et ennemi de Bulle deux années plus tard. À seize ans, il débute en première équipe du FC Bulle, qui milite alors en deuxième ligue grâce à une dérogation de l’Association suisse de football, étant trop jeune selon les règlements. En 1961, il part à Zurich pour y effectuer un apprentissage d’employé de commerce et se fait remarquer par le président du Grasshopper Club Zurich, qui se rend en Gruyère afin d'obtenir l’accord du père du jeune homme.
Berset reste sept saisons au bord de la Limmat, d’abord au poste d’ailier gauche, puis de défenseur latéral gauche, avant d’être transféré au FC Lugano en juillet 1969. Avec le club tessinois, il perd la finale de la Coupe de Suisse en 1971 contre le Servette FC, vivant sa plus grande frustration de footballeur. Durant cette période, il joue à trois reprises avec l’équipe de Suisse A sous les ordres de Louis Maurer, lors de matchs contre la Hongrie, la Grèce, et Malte. En mars 1972, il met un terme à son contrat avec le FC Lugano pour revenir en Suisse romande, à Yverdon,. Un temps annoncé au Lausanne-Sport, il est finalement transféré au FC Bulle, avec qui il fête la promotion en première ligue. Il met un terme à sa carrière en 1974, après deux ultimes saisons à Bouleyres.
Sa carrière de footballeur achevé, Marc Berset devient maître de sport aux Établissements de la plaine de l'Orbe et, parallèlement, remporte plusieurs concours cynologiques avec des chiens d’avalanches et de défense. Il entraîne également des équipes de jeunes au Yverdon-Sport FC.
Il meurt le 27 février 2016 à Corcelles-près-Concise.